# Финн, Ронан
Ронан Финн (ирл. Ronan Finn; 21 декабря 1987, Дублин, Ирландия) — ирландский футболист, полузащитник клуба «Шемрок Роверс».

## Карьера
8 декабря 2009 года подписал контракт с клубом «Спортинг Фингал». 9 декабря 2011 года будущее клуба было поставлено под сомнение. 10 февраля президент клуба подтвердил, что клуб отозвал заявку клуба на участие в сезоне 2011. После расформирования клуба Финн стал свободным агентом. После распада клуба «Спортинг Фингал», Финн подписал контракт с «Шемрок Роверс» сроком на 2 сезона.

## Достижения

### ЮКД
- Победитель Первой лиги Ирландии: 2009

### «Шемрок Роверс»
- Чемпион Ирландии: 2011, 2020, 2021
- Обладатель Кубка Ирландии: 2019
- Победитель Setanta Sports Cup: 2011

### «Дандолк»
- Чемпион Ирландии: 2015, 2016
- Обладатель Кубка Ирландии: 2015